# تسمم بالنحاس
التسمم بالنحاس هو نوع من التسمم بالمعادن الناجم عن زيادة النحاس في الجسم. يمكن أن يحدث الكوبريدوس (أي التسمم بالنحاس) من تناول الأطعمة الحمضية المطبوخة في أدوات الطهي النحاسية غير المطلية، أو من التعرض الزائد للنحاس في مياه الشرب أو غيرها من المصادر البيئية.

## العلامات والأعراض
تشمل الأعراض الحادة للتسمم بالنحاس عن طريق الابتلاع التقيؤ والتقيؤ الدموي (قيء الدم) وانخفاض ضغط الدم والميلينا (البراز الأسود «الزفتي») والغيبوبة واليرقان (تصبغ مُصفر للجلد) واضطراب معدي معوي. قد يكون الأفراد الذين يعانون من عوز الجلوكوز-6-فوسفات أكثر عرضة لخطر آثار النحاس على الدم. فقر الدم الانحلالي الناتج عن علاج الحروق بمركبات النحاس نادر الحدوث.
يمكن للتعرض المزمن (طويل الأمد) للنحاس أن يسبب أذية الكبد والكلى. لدى الثدييات آليات فعالة لتنظيم مخزون النحاس إذ تكون محمية بشكل عام من مستويات النحاس الزائدة في الغذاء.
يمكن لآليات الحماية نفسها أن تسبب أعراضًا أكثر اعتدالًا والتي كثيرًا ما تشخص خطأً على أنها اضطرابات نفسية. هناك الكثير من الأبحاث حول دور نسبة النحاس/الزنك في الحالات العصبية والغدّية والنفسية. تؤدي العديد من المواد التي تحمينا من الكميات الزائدة من النحاس وظائف مهمة في أنظمتنا العصبية والغدية، مما يؤدي إلى صعوبات في التشخيص. عندما تُستخدم لربط النحاس في البلازما، لمنع امتصاصه في الأنسجة، فإن وظيفتها قد لا تتحقق. تتضمن هذه الأعراض غالبًا تقلبات مزاجية وتهيجًا واكتئابًا وتعبًا واستثارة وصعوبة تركيز والشعور بالخروج عن السيطرة. ولزيادة تعقيد التشخيص، فإن بعض أعراض فرط النحاس تشبه أعراض عوزه.
يبلغ الحد الأقصى لمستوى التلوث (إم سي إل) حسب وكالة حماية البيئة الأمريكية (إي بّي إيه) في مياه الشرب 1.3 ملليغرام لكل لتر. ويستند إم سي إل النحاس على توقع أن استهلاك النحاس في الماء عند هذا المستوى طيلة فترة الحياة ليس له تأثير سلبي (على الجهاز الهضمي). تُصنّف وكالة حماية البيئة الأمريكية النحاس على أنّه من المغذّيات الدقيقة وذيفان. يشمل تسمم الثدييات مجموعة واسعة من الحيوانات وتأثيرات مثل تليف الكبد ونخر في الكلى والدماغ واضطراب في الجهاز الهضمي وجروح وانخفاض ضغط الدم ووفيات الأجنة. حددت إدارة السلامة والصحة المهنية (أوه إس إتش إيه، أوشا) حدًا قدره 0.1 ملغ / م3 لأبخرة النحاس (البخار الناتج عن تسخين النحاس) و1 ملغ / م3 للغبار النحاسي (جزيئات النحاس المعدنية الدقيقة) والرذاذ (الهباء الجوي من النحاس المُذاب) في هواء ورشة العمل خلال 8 ساعات عمل، أو 40 ساعة عمل في الأسبوع. لوحظ اختلاف مستويات تسمم الأنواع الأخرى من النباتات والحيوانات.

### السمّية
يوجد النحاس في الدم ومجرى الدم في شكلين: مرتبط بالسيروبلازمين (85-95 ٪) والباقي «حر» مرتبط بشكل ضعيف بالألبومين وجزيئات صغيرة. من الناحية التغذوية، هناك فرق واضح بين النحاس العضوي وغير العضوي وفقًا لارتباط أيون النحاس برابطة عضوية.

### بيانات «إي بّي إيه» حول السرطان
لا تدرِج وكالة حماية البيئة أي دليل على حدوث سرطان لدى الإنسان مرتبط بالنحاس، وتدرج الأدلة الحيوانية التي تربط علاقة النحاس بالسرطان بوصفها «غير كافية». أظهرت دراستان أُجريتا على الفئران عدم زيادة الإصابة بالسرطان. استخدمت واحدة من هاتين الدراستين حقن منتظمة من مركبات النحاس بما في ذلك أكسيد النحاس الثنائي (CuO). وجدت إحدى الدراسات التي أُجريت على سلالتين من الفئران تغذّتا على المركبات النحاسية حدوث زيادة متفاوتة في الإصابة بسرطان الخلايا الشبكية لدى الذكور من سلالة واحدة ولكن ليس في الأخرى (كانت هناك زيادة طفيفة في إناث كلتا السلالتين). هذه النتائج لم تتكرر.

## الأسباب

### أواني الطهي
إن أواني الطهي التي يكون فيها النحاس هو العنصر الهيكلي الرئيسي (على عكس المُغطاة أو المُغلّفة أو الملوّنة بالنحاس) تُصنّع في بعض الأحيان دون بطانة عندما يُقصد استخدامها في مهام محددة للطهي، مثل تحضير المعُلبات أو الميرينج. خلاف ذلك، تُبطّن أواني الطهي النحاسية مع معدن غير متفاعل لمنع التلامس بين الأطعمة الحمضية وعنصر النحاس الهيكلي لأواني الطهي.
باستثناء الحالات الحادة أو المزمنة، يعتبر التعرض للنحاس في الطهي غير ضار بشكل عام. وفقًا لباراسيلسوس، تُحدد السمّية حسب الجرعة. نظرًا لأن السمّية هذه تتعلق بالنحاس «فقد تطورت آلية الدفاع على ما يبدو كنتيجة لذلك فتسمُم الإنسان غالبًا غير شائع».
يكون التعرض الحاد والتسمم النحاسي المرافق ممكن عند الطهي أو تخزين الأطعمة عالية الحموضة في أوعية نحاسية غير مبطنة لفترات طويلة، أو عن طريق تعريض المواد الغذائية لأملاح النحاس التفاعلية (التآكل النحاسي، أو الزنجار). تعرض الأطعمة الحمضية الصغير والمستمر (»المزمن») للنحاس قد يؤدي أيضًا إلى حدوث سمية في الحالات المحتمل فيها بشكل كبير حدوث تفاعل مع السطح، وفي حالات تكون فيها درجة الحموضة منخفضة بشكل استثنائي ومركزة (في حالة الطهي مثلًا باستخدام الخل أو النبيذ)، أو كلا الحالتين معًا، دون وجود الوقت الكافي بين التعرّض والتخلص طبيعيًا من النحاس الزائد.
يمكن ملاحظة استثناءات لما ذُكِر أعلاه في حالة مربى الفاكهة والهلام وصناعة المُعلّبات، حيث تُستخدم الأوعية النحاسية غير المبطنة في طهي (وليس لتخزين) المستحضرات الحمضية، الفاكهة في هذه الحالة. تحدد طرق صناعة المربى والمعلبات على ضرورة وجود السكر (المضاد للبكتيريا) كيميائيًا للحفظ، والذي له تأثير إضافي للتوسط (درء) تفاعل حمض الفاكهة مع النحاس، مما يسمح باستخدام المعدن لخصائصه ذات الناقلية الحرارية الفعالة.

### أدوات غير شرّارة
وضعت «أوه إس إتش إيه» معايير السلامة لصقل وشحذ أدوات سبائك النحاس والنحاس، والتي غالبًا ما تُستخدم في تطبيقات غير شرّارة (لا تصدر شررًا). تُسجّل هذه المعايير في قانون اللوائح الفيدرالية 29 سي إف آر 1910.134 و1910.1000.
ملاحظة: أهم سبائك النحاس غير الشرّارة هي نحاس البريليوم، ويمكن أن تؤدي إلى تسمم البريليوم.

### مياه الشرب
إنّ متوسط الجرعة القاتلة (إل دي50) هو 30 ملغ / كغ في الفئران، بينما «كميات بالغرام» من كبريتات النحاس قد تكون قاتلة للبشر. يختلف المستوى الآمن المقترح للنحاس في مياه الشرب للإنسان حسب المصدر، ولكن تميل إلى أن تكون ثابتة عند 1.3 ملغ / لتر.

### ضبط النسل
هناك ظروف تتضرر فيها عملية استقلاب النحاس للفرد إلى الحد الذي يؤدي فيه ضبط النسل إلى مشكلة في تراكم النحاس. وهي تشمل سمية أو زيادة النحاس فقط من مصادر أخرى، وكذلك زيادة مستوى النحاس لدى الأم عبر المشيمة قبل الولادة.

## التشخيص
آي سي دي-9-سي إم (ICD-9-CM)
آي سي دي-9-سي إم برمز 985.8 هو التأثير السام لمعادن محددة أخرى ويشمل التسمم النحاسي الحاد والمزمن (أو أي أثر سام آخر) سواء كان مقصودًا أو عرضيًا أو صناعيًا، إلخ.
- بالإضافة إلى ذلك، فإنه يشمل التسمم والآثار السامة للمعادن الأخرى بما في ذلك القصدير والسيلينيوم والنيكل والحديد والمعادن الثقيلة والثاليوم والفضة والليثيوم والكوبالت والألومنيوم والبزموت. بعض حالات التسمم، على سبيل المثال فوسفيد الزنك، يمكن أيضًا إدراجها تحت رمز 989.4 التسمم بسبب مبيدات الآفات الأخرى، إلخ.
- يستثنى من ذلك الآثار السامة للزئبق والزرنيخ والمنغنيز والبريليوم والأنتيمون والكادميوم والكروم.

## العلاج
في الحالات المشتبه فيها بالتسمم بالنحاس، يُعتبر البنسلامين هو الدواء المفضل، وغالبًا ما يُعطى ديميركابرول، وهو عامل مخلب للمعادن الثقيلة. لا ينصح بإعطاء الخل لأنه يساعد في إذابة أملاح النحاس غير القابلة للذوبان. يجب علاج الأعراض الالتهابية والأعراض العصبية وفقًا للمبادئ العامة.
هناك بعض الأدلة على أن حمض ألفا-ليبويك (إيه إل إيه) قد يعمل كمخلّب أكثر اعتدالًا للنحاس المرتبط بالأنسجة. تُجرى البحوث حول حمض ألفا-ليبويك حول إزالته للمعادن الثقيلة الأخرى مثل الزئبق.